# Microcharis nematophylla
Microcharis nematophylla là một loài thực vật có hoa trong họ Đậu. Loài này được Thulin mô tả khoa học đầu tiên.